# Percy Gardner
Percy Gardner (* 24. November 1846 in Hackney, London; † 17. Juli 1937 in Oxford) war ein britischer Klassischer Archäologe und Numismatiker.

## Leben
Percy Gardner, Sohn eines Börsenmaklers, besuchte die City of London School und trat zunächst in die Firma seines Vaters ein. Von 1865 bis 1869 studierte er Altertumswissenschaften am Christ’s College der Universität Cambridge. Er begann seine Laufbahn als Numismatiker und war von 1871 bis 1887 als Assistant Keeper an der Münzsammlung des British Museum in London tätig, wo er u. a. sechs Bände des Katalogs der griechischen Münzen verfasste. Von 1880 bis 1887 war er parallel dazu Disney Professor of Archaeology an der Universität Cambridge. Von 1887 bis 1925 lehrte er als Lincoln Professor of Classical Archaeology and Art an der Universität Oxford. 
Gardner arbeitete neben der Numismatik vor allem auf dem Gebiet der griechischen Kunstgeschichte. Er war maßgeblich für die Entwicklung der Universität Oxford zu einem führenden Zentrum der archäologischen Wissenschaft verantwortlich, zu seinen Schülern gehört u. a. John D. Beazley und Bernard Ashmole.
Sein jüngerer Bruder Ernest Arthur Gardner (1862–1939) war ebenfalls Klassischer Archäologe.

## Ehrungen und Mitgliedschaften
1886 wurde er zum korrespondierenden Mitglied der Göttinger Akademie der Wissenschaften gewählt. 1903 wurde er Mitglied (Fellow) der British Academy, 1908 korrespondierendes Mitglied der Königlich Preußischen Akademie der Wissenschaften. 1926 wurde er Ehrenmitglied des Archäologischen Instituts des Deutschen Reiches.